# Les Abîmes d'Autremer
Les Abîmes d'Autremer est un roman de science-fiction écologique pour la jeunesse de l'écrivaine française Danielle Martinigol paru aux éditions Mango en 2001. Le roman a remporté le Grand prix de l'Imaginaire du Meilleur roman pour la jeunesse en 2002. Il a été suivi de deux suites, L'Envol de l'abîme et L'Appel des abîmes, formant une trilogie qui a ensuite été rééditée en un volume sous le titre général Les Abîmes d'Autremer.
Il s'agit d'une satire du pouvoir médiatique (la presse contrôlant quasiment tout « l'Empire Humain » et incitant à la haine et au racisme) et écologique (protection d'espèces menacées...). Les trois époques mettent l'accent sur les valeurs humaines les plus centrales, telles que l'amour, l'amitié et la compassion.

## Histoire éditoriale

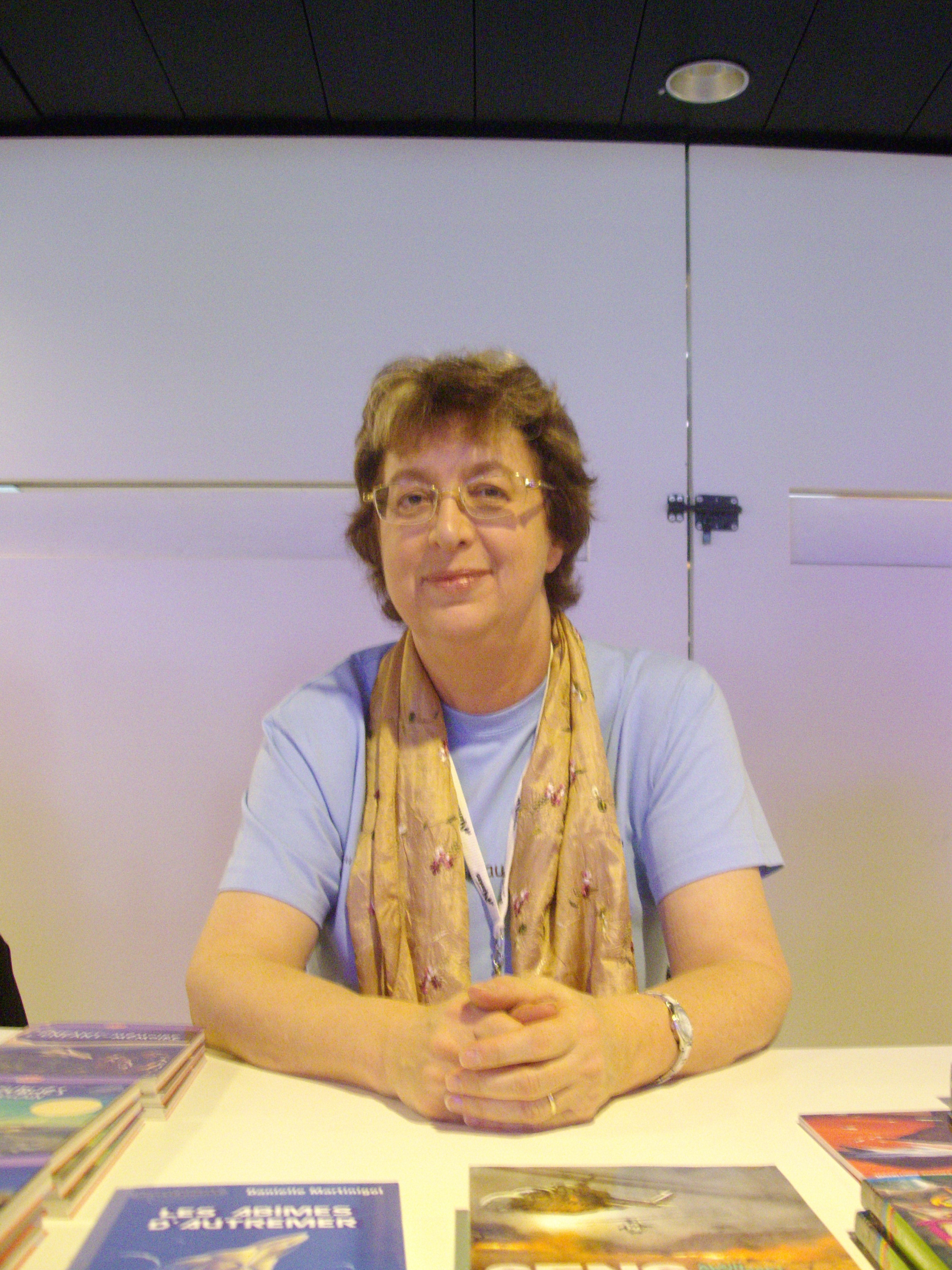
Danielle Martinigol, l'auteure de la trilogie, au festival des Utopiales en 2011.

Ce livre a été initialement publié sous la forme d'une série de trois romans, la Trilogie des abîmes, aux éditions Mango dans la collection Autres mondes à partir de 2001. Les trois romans ont pour titre : Les Abîmes d'Autremer, L'Envol de l'abîme et L'Appel des abîmes. La trilogie est ensuite rééditée aux éditions Actusf) en 2017 dans la collection « NAOS » sous la forme d'une intégrale en un seul volume, où chacun des romans devient l'une des trois parties : L'élue, L'envol et L'appel. L'intégrale comprend également une courte nouvelle formant une préquelle à certains aspects de l'univers du roman, ainsi qu'une annexe présentant la généalogie des principaux personnages.

## Résumé

### L'élue
Sandiane Ravna et son père, le plus grand reporter de Main World Net, décident de s'attaquer à la planète Autremer, d'où sont originaires les mystérieux Abimes, des vaisseaux hors du commun, mais secrets. Sten et sa fille vont tenter de percer les mystères de la planète océan et de ses occupants : les Autremeriens. Sandiane, tombe amoureuse du jeune Autremerien Mel Maguelonne et découvre les secrets des Abîmes. Elle retournera sa veste à temps et s'opposera à son père dans une lutte médiatique où elle sera confrontée aux plus grands dirigeants de la planète, entre autres, au politicien Varsos Meretta...

### L'envol
Quinze ans ont passé, Sandiane et Mel sont devenus les parents de la jeune Aëla, fillette solitaire et bizarre. Les Abimes, qui sont en fait des animaux fabuleux, ont gagné la faveur du grand public jusqu'à être le sujet d'une émission de télé réalité. Cent jeunes de toutes les planètes vont tenter d'entrer en osmose avec de jeunes Abîmes sous l'œil des caméras. L'osmose est le moment magique de l'union à vie entre un Abime et son perl (nom donné aux pilotes enkystés nus dans le cervœil de leur compagnon gigantesque). La prestigieuse famille de perls Maguelonne (dont fait partie Sandiane...) ne peut pas s'y opposer. Jusqu'au jour où surgit des étoiles l'Abîme du père de Mel, l'époux de Sandiane, Jiu-Kam, qu'on croyait mort après la disparition de son perl. Sandiane et son Abime Mané-jeï avec Mel et son Tsan-kur vont tenter de découvrir d'où il vient en compagnie de Madery, le grand-père de Mel et sa splendide Atan-koï, en compagnie également de son fils, oncle de Mel, Paul Maguelonne et des jeunes Corian (candidat parrainé par Sandiane mais ayant échoué au jeu de tele réalité) et de son camarade apprenti reporter, Djem. Après la 2e osmose spectaculaire de Jiu-kam avec Corian (c'est la 1re fois qu'un Abime accompli une 2e osmose, Jiu-kam ayant déjà osmosé avec le père de Mel mort des années plus tôt), la porte vers les étoiles est ouverte...

### L'appel
Dix ans plus tard. Aëla est l'héroïne principale du livre. Elle est devenue Perl et a, par la même occasion, cessé d'être à la limite de l'autisme. Sa romance avec Djem est toutefois ambigüe. Mais tout est troublé lorsque Jiu-kam, qui avait dû repartir à la fin du tome 2 revient en compagnie d'Abimes extra-galactiques ayant osmosé avec une race extra-terrestre supérieure, les Ksis. Myto Meretta, le fils de Varsos (voir époque 1) déclenche la haine des foules envers ces êtres pacifiques, mais sa nièce, Chaddy, va jouer un rôle capital dans la révélation au grand public de l'existence des Ksis.

### L'enfant et l'Abîme
Cette nouvelle, parue dans l'anthologie Premiers Contacts puis rééditée en conclusion du volume de l'intégrale de la trilogie, relate la première osmose entre un Humain et un Abîme d'Autremer.

## Personnages
Famille Maguelonne : âges correspondant à la seconde époque : L'envol
- Madery Maguelonne : 85 ans (perl de l'Abîme Atan-Akoï)
- Melvin Maguelonne : fils de Madery Maguelonne, décédé (ancien perl de l'abîme Jiu-Kam)
- Paul Maguelonne : fils de Madery, 43 ans (perl de la Bathy Waka-Peï, décédée)
- Mel Maguelonne : fils de Melvin, 33 ans (perl de l'abîme Tsan-Kur)
- Sandiane Maguelonne : épouse de Mel, 31 ans (perl de l'abîme Mane-Jeï)
- Aela Maguelonne : fille de Sandianne et de Mel, 9 ans dans le tome 2 et 19 ans dans le tome 3

## Accueil critique
À la parution du premier roman Les Abîmes d'Autremer chez Mango en 2001, Pascal Patoz donne un avis très favorable sur le livre dans la revue de science-fiction Galaxies : il estime que « Danielle Martinigol démontre de façon éclatante qu'un livre pour la jeunesse n'a pas à être primaire ni manichéen » et qu'elle mène « une troublante réflexion sur les médias, sans imposer de réponses simples », de sorte que le roman « revisite avec intelligence nombre de grands thèmes de la SF, en conciliant interrogations contemporaines et poésie de l'imaginaire ». Dans une critique postée en mai 2001 sur le site NooSFere, Martine Lavogez voit dans Les Abîmes d'Autremer « un roman d'aventures à la fois dépaysant et intelligent, qui sera apprécié par les jeunes mais aussi par leurs parents ».
Le deuxième roman de la trilogie, L'Envol des Abîmes, reçoit également un accueil favorable à sa parution chez Mango en 2004. Dans une critique parue dans la revue de science-fiction Bifrost, Michaël Espinosa voit dans le roman « un pur joyau interstellaire à mettre entre toutes les mains ». Dans une critique parue sur NooSFere, Laureline Patoz apprécie la capacité de ce second roman à prolonger la réflexion de l'auteure sur les médias et la collusion entre journalisme et entreprises, tout en renouvelant l'intrigue par un retour à une science-fiction de l'émerveillement davantage axée sur le voyage.
Le troisième roman, L'Appel des Abîmes, reçoit un bon accueil à sa parution chez Mango en 2006. Dans le numéro 39 de la revue Galaxies, Noé Gaillard apprécie la façon dont l'auteure « tisse un monde "réaliste" » qui « n'occulte rien des problèmes de la vie normale », mais aussi la façon dont elle n'impose pas de morale et ménage une certaine liberté d'interprétation dans le dénouement. Sur le site ActuSF, Jérôme Vincent estime que « Danielle Martinigol fait preuve d’une belle imagination » avec « des images envoûtantes et un style qui devrait accrocher les adolescents qui sont déjà de bons lecteurs ». Il regrette seulement que le roman ne critique pas explicitement la technique de la jugule, employée dans l'univers du roman pour empêcher une information d'être connue du public.

## Prix littéraire
Les Abîmes d'Autremer a valu à Danielle Martinigol de remporter le Grand prix de l'Imaginaire du Meilleur roman pour la jeunesse en 2002. Ce même roman remporte le Prix Chronos en 2003, un prix remis par des lecteurs adolescents sélectionnés dans toute la France.
Grande saga de space opera se déroulant en trois époques sur vingt-cinq ans, le cycle des Abîmes d’Autremer a été récompensé par sept prix littéraires jeunesse, dont le Grand prix de l'imaginaire 2002 et a été sélectionné pour huit autres prix[réf. nécessaire].